# Chionoxantha
Chionoxantha là một chi bướm đêm thuộc họ Noctuidae.